# Herb Espoo
Herb Espoo (fiń. Espoo vaakuna) –  symbol miasta Espoo, autorstwa Kaja Kajandera, ustanowiony 19 lipca 1955, zatwierdzony przez fińskie Ministerstwo Spraw Wewnętrznych 10 listopada 1955.

## Wygląd i symbolika
Herb przedstawia na tarczy w polu niebieskim złotą podkowę, a ponad nią złotą koronę. Podkowa nawiązuje do historycznej Drogi Królewskiej, biegnącej przez Espoo, natomiast korona do miejscowego dworu królewskiego. 